# Загір'я (Солонківська сільська громада)
Загі́р'я —  село в Україні, у Львівському районі Львівської області. Населення становить 312 осіб. Орган місцевого самоврядування - Солонківська сільська рада.

## Населення

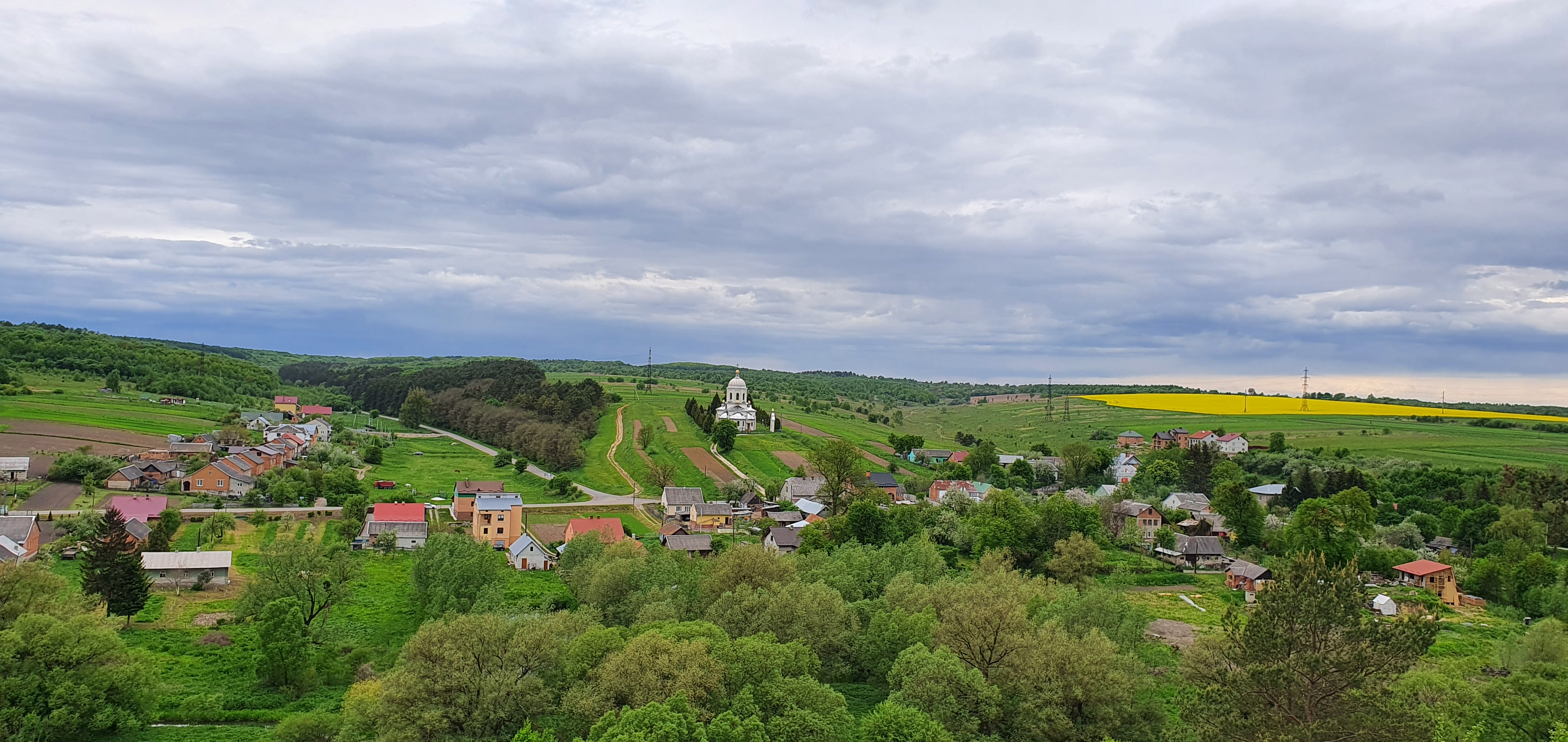
Вид на село

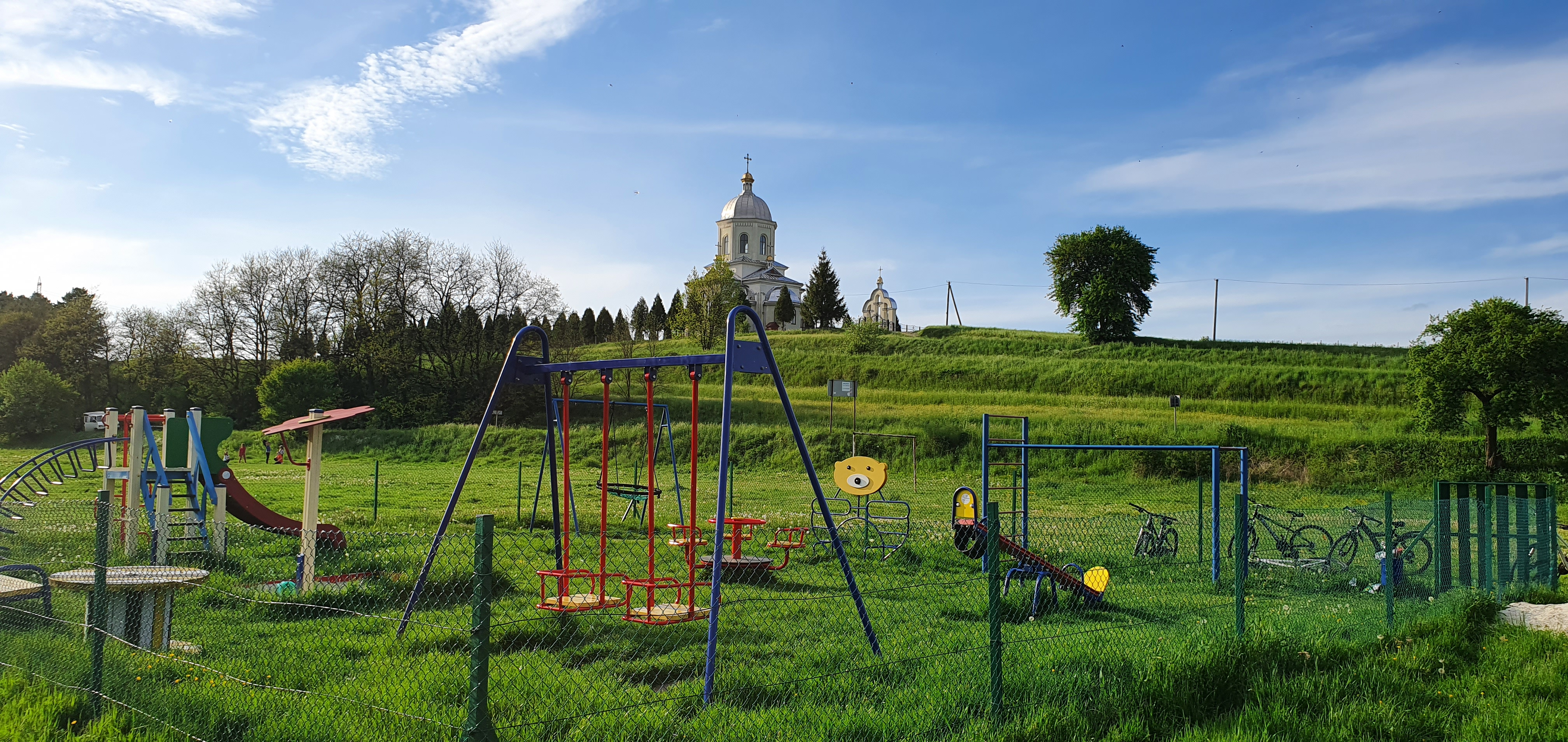
Дитячий майданчик

За даними всеукраїнського перепису населення 2001 року, у селі мешкало 312 осіб. Мовний склад села був таким:
| Мова       | Число ос. | Відсоток |
| ---------- | --------- | -------- |
| українська | 311       | 99,68    |
| російська  | 1         | 0,32     |